# Димитър Манов
Димитър Т. Манов е български възрожденец. Роден е в София, учи в родния си град, където е и учител от 1863 до 1874. За кратко е учител в Орхание (Ботевград). Член е на софийския революционен комитет и заради тази дейност е заточен в Диарбекир.

## Памет
На Димитър Манов е наречена улица в квартал „Иван Вазов“ в София (Карта).